# 朱雲

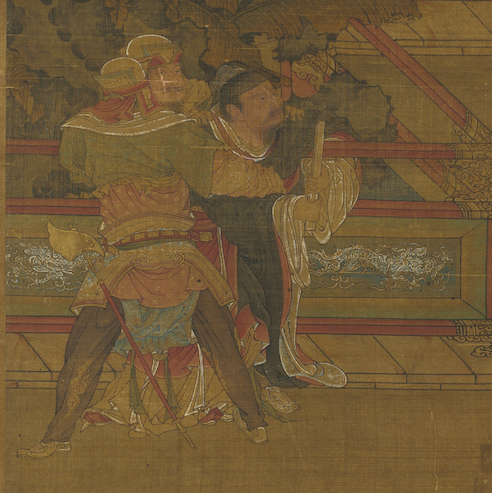
宋代畫作折檻圖裡的朱雲，畫中的朱雲死命攀住殿前欄杆，兩名侍衛正奮力將其拖走

朱雲（？—？），字游，西漢魯縣人，後遷居平陵縣。朱雲早年與俠客交好，魁梧有力，四十歲時改變志向，拜師學習《周易》、《論語》，漢元帝時，在易學辯論中駁倒少府五鹿充宗，成為博士，後擔任杜陵縣及槐里縣縣令。
漢成帝年間，朱雲進言請求以尚方斬馬劍斬殺帝師張禹，漢成帝震怒，打算處死朱雲，御史強拉朱雲離去，朱雲則死命抱住殿前欄杆不放，直至欄杆折斷，其後在左將軍辛慶忌的諫諍下，朱雲得以免於一死，漢成帝亦下令不更換斷裂的欄杆，留下「折檻」的典故。朱雲自此不再出仕為官，晚年優游鄉野，教授學生，高齡七十多歲時壽終於家。

## 生平

### 勇力曠達
朱雲年輕時與俠客交好，曾幫助俠客報仇，他身高八尺多，容貌魁梧健壯，以勇武有力而聞名，直到四十歲時，才改變志向，跟隨博士白子友學習《周易》，又師事前将军萧望之學習《論語》，都能夠傳承他們的學業。朱雲喜歡豪爽灑脫的高尚節操，因此當時的人們都很看重他。
汉元帝時，琅邪郡人贡禹擔任御史大夫，代理華陰縣县丞嘉向皇帝上呈密封奏章，說：「治理國家之道在於選用賢才，御史大夫一職是宰相的副手，地位在九卿之上，不能不慎重挑選。平陵人朱雲才兼文武，為人忠誠正直又富有才智謀略，可以讓他領六百石的俸祿試任御史大夫，以充分發揮其才能。」漢元帝將此事批下來徵詢公卿大臣的意見。
太子少傅匡衡對奏認為：「大臣是國家的股肱，為萬民所敬仰，聖明的君王必須慎重地選擇。古書上說，如果下民看輕上等爵位，低賤者圖謀顯要的官職，那麼國家就會動搖而人民不得安寧。現在嘉身為代理縣丞卻圖謀大臣之位，想讓一個普通人超越九卿之上，這不是重國家尊社稷的行為。從尧選用舜，到周文王重用太公，尚且都經過試用，之後才賜予爵位，又何況是像朱雲這樣的人呢？朱雲平素好逞勇武，多次犯法逃亡，雖然學習《周易》頗有師法，但他的行為道德卻沒什麼異於常人之處。現任御史大夫貢禹清廉正直，經學儒術通曉明瞭，有伯夷、史魚的節操風範，國中沒有不知道他的，而嘉卻荒謬地稱讚朱雲，想讓他試任御史大夫，妄譽稱舉，臣懷疑他懷有奸邪之心，欺詐之風絕不能容許其滋長，應將此事交給有關部門審訊查驗，以辨明好壞。」嘉竟然因此被判有罪。

### 五鹿折角
少府五鹿充宗學習梁丘賀傳授的《周易》，當時其地位尊貴又受寵幸。由於汉宣帝喜好梁丘氏的學說，自此《梁丘易》被看重，而漢元帝亦愛好《梁丘易》，想考察《易》學間的異同，便下令五鹿充宗與各派《易》學家進行辯論。五鹿充宗憑藉尊貴的地位和能言善辯的口才，儒生們無人能與其抗衡，都藉口得了病不敢參加。有人推薦朱雲，漢元帝於是召他進宮參與辯論，朱雲提起衣服的下襬登上殿堂，昂首請求辯論，聲音洪亮震動左右。當辯論到問題的焦點時，朱雲連連駁倒五鹿充宗，所以眾儒生評論這場辯論說：「五鹿頭上長的角，被朱雲折斷了。」朱雲因此成為博士。

### 得罪當朝
朱雲後來調遷為杜陵县县令，任上因故意縱放犯人逃亡被判罪，碰巧遇上大赦，被舉薦方正，又做了槐里縣縣令。當時中书令石顯專權，與五鹿充宗結成同黨，朝中百官都懼怕他們。只有御史中丞陈咸年輕氣盛堅持志節，不依附石顯等人，而與朱雲結交。朱雲多次向漢元帝上疏，說丞相韋玄成只求苟且全身保住官位，不能有所作為，陳咸也數次指責石顯。
過了許久，主管部門考察朱雲，懷疑他暗中指使屬下殺人。群臣朝見時，漢元帝向丞相韋玄成詢問朱雲理政的政績。韋玄成說朱雲理政暴虐，沒有善行。當時陳咸在殿前，聽見這些話，就轉告給朱雲，朱雲上書替自己申辯，陳咸幫他改定奏章草稿，請求把案件交給御史中丞審理。結果，漢元帝將此事批交丞相辦理，丞相的屬吏考察案驗後，認定朱雲犯有殺人罪。朱雲逃入長安，又找陳咸商議對策。
丞相韋玄成詳盡地揭發了這些事，上奏說：「陳咸身為在宮中值宿護衛的執法大臣，有幸得以進見皇上，竟然洩露所聽到的話，徇私告訴了朱雲，還替他改訂奏章草稿，想把此案批給自己處理，後來明知朱雲是逃亡的罪人，卻和他串通，使官吏抓不到朱雲。」漢元帝於是把陳咸、朱雲逮補入獄，後來減去死罪改判城旦刑。陳咸、朱雲於是被革除官職，不再錄用，直到漢元帝去世。

### 朱雲折檻

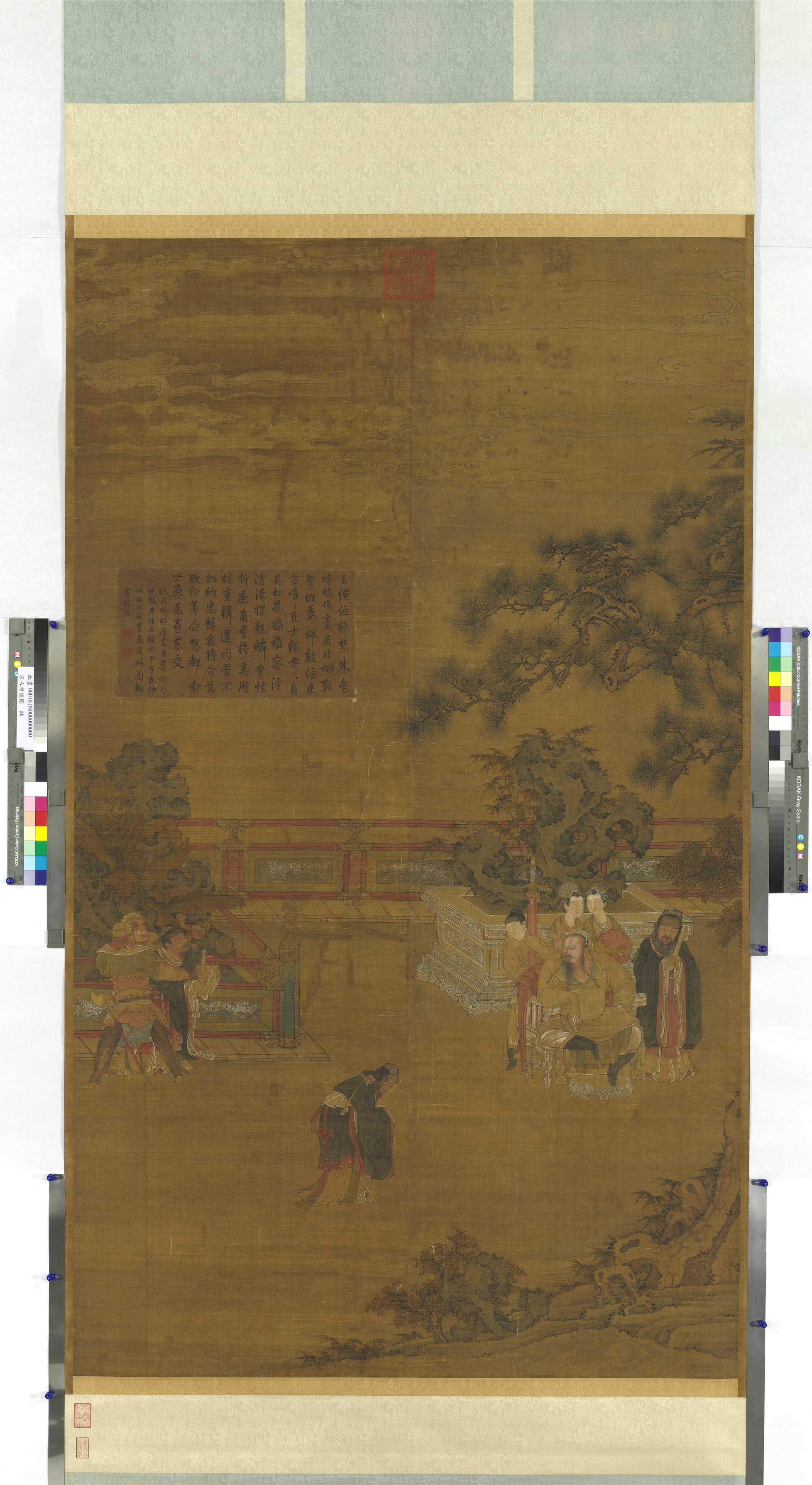
折檻圖，現藏於國立故宮博物院

到了汉成帝年間，前丞相安昌侯張禹因為是皇帝的老師而賜位特進，備受尊寵。朱雲上書求見，漢成帝召見他時，公卿大臣都在一旁。朱雲說：「如今朝廷大臣上不能匡扶君主，下不能有益於百姓，都是些尸位素餐之人，孔子說過：『鄙夫不可讓其輔佐國君』，『害怕失去榮寵與官祿者，沒有什麼事做不出來。』希望陛下賜給臣尚方斬馬劍，斬斷一名佞臣的頭來勉勵他人。」漢成帝問：「是誰啊？」朱雲回答說：「安昌侯張禹。」漢成帝大為惱火，說：「居於下位的小臣竟敢毀謗上位的大臣，在朝廷上侮辱朕的老師，罪死不赦！」御史強拖朱雲下殿，朱雲死死攀住殿前欄杆不走，把欄杆都扯斷了，朱雲大喊道：「臣能到地下和关龙逢、比干交遊，已經心滿意足啦！只是不知道國家會怎麼樣呢？」此時御史終於把朱雲拖走。
左將軍辛庆忌摘下帽子，解下印綬，在殿下叩頭說：「這位臣子向來以狂放正直聞名於世。假使他的話說得對，就不能殺他，假如他的話不對，也應該要寬容他，臣斗膽冒死進言。」辛慶忌叩頭直至鮮血直流，漢成帝怒氣逐漸消解，免了朱雲的死罪。等到後來要修治欄杆時，漢成帝說：「不要換掉！修補好它即可，用來表彰剛烈正直的臣子」。

### 鄉野閑居
朱雲從此以後不再做官，經常居住在鄠縣鄉下，有時乘牛车外出，後面跟隨著眾多弟子，所過之處人們都恭敬地對待他。薛宣擔任丞相時，朱雲前去拜訪，薛宣以賓主之禮相待，藉機挽留朱雲在府中歇宿，順便對朱雲說：「您在鄉間沒什麼事，不如暫且留居在我的東閣，可以看看四方的奇士。」朱雲說：「小生想以我為吏嗎？」薛宣於是不敢再多說什麼。
朱雲教授學生，先在諸生中篩選，看重的才收為弟子。九江郡人严望和他哥哥的兒子嚴元，字仲，能傳承朱雲的學業，都做了博士，嚴望後來官至泰山郡太守。
朱雲七十多歲時，壽終於家，其得病時不請醫生不服藥，遺囑中說，用隨身衣物來殮葬，棺材只要能容納下身體，墓穴能放的下槨就行了，堆一丈五尺的墳，安葬在平陵東外城的外面。

## 評價
- 黃震：雲狂直，未得進退之中道，願斬張禹一語萬世而下，讀元、成史書悶悶者，至此未嘗不心開目明，若執熱之濯清風也，嗚呼，雲亦一時英傑也哉[3]。

## 延伸閱讀
[在维基数据编辑]
 《漢書·卷067》，出自班固《漢書》